# Freilichtbühne Loreley

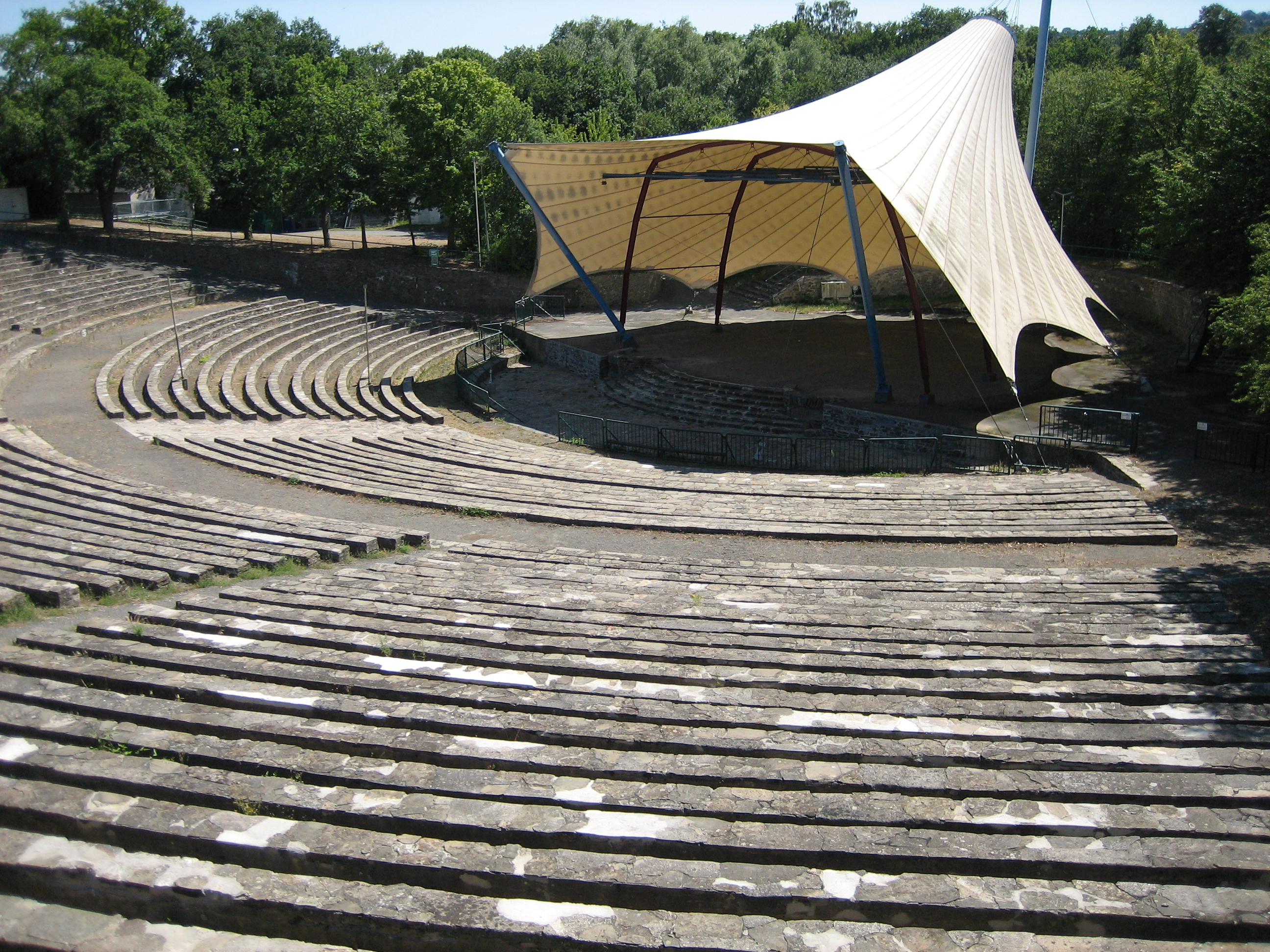
Blick von den Zuschauerrängen auf die Bühne

Die Freilichtbühne Loreley ist eine Freilichtbühne bei Sankt Goarshausen, Rheinland-Pfalz unweit des Loreley-Felsens.

## Geschichte
Mit den Arbeiten an der Loreley-Freilichtbühne hatte der Reichsarbeitsdienst im Jahr 1932 begonnen. Die Bühne war ursprünglich für den Rhein-Main-Spielring vorgesehen, doch wurde dieses Bauvorhaben im folgenden Jahr von den Nationalsozialisten vereinnahmt und zur „NS-Feierstätte“ und zur „Thingstätte“ umgewidmet. Der Frankfurter Architekt Hermann Senf erhielt den Auftrag für diesen Bau. Am Abend des 30. April 1934 wurde im Rahmen einer Feierstunde, untermalt von zwei Musikkapellen des Reichsarbeitsdienstes und Sprechchören, von Gauleiter Sprenger der symbolische erste Spatenstich vorgenommen. Die Bauarbeiten dauerten bis 1939 und wurden von Angehörigen des Arbeitsdienstes ausgeführt.
Das Zuschauerrund der Freilichtbühne erhielt 4300 Sitzplätze sowie 10.000 bis 14.000 Stehplätze. Rechts und links des Eingangs standen die Statue eines „Arbeitsmanns“ und eines Adlers. Der Rumpf mit den Klauen und Flügeln sowie der Hals des Adlers befinden sich heute auf dem Gelände des Turner- und Jugendheims. Von dem verschollenen Kopf geht das Gerücht, er sei von den französischen Soldaten nach Frankreich mitgenommen worden. Die Statue des „Arbeitsmanns“ ist verschollen, wahrscheinlich wurde sie zerstört.
Am 21. Juni 1939 (Sommersonnenwende) setzte Reichsstatthalter Jakob Sprenger feierlich den Schlussstein. Nur drei Tage später fand eine erste Aufführung des Wilhelm Tell statt. Vorgesehen war die Bühne nicht nur für Theaterveranstaltungen, sondern sie sollte auch großen Parteiveranstaltungen als Kulisse dienen. In den Jahren des Krieges und weiter bis 1968 wurden auf der bis heute baulich nahezu unveränderten Bühne bevorzugt Theaterklassiker aufgeführt, darunter Stücke von Schiller, Goethe und Shakespeare.
Seit 1976 werden auf der Loreley-Freilichtbühne auch Rock- und Popkonzerte veranstaltet. Das erste Rockkonzert gaben am 3. Juli 1976 Genesis. Ab 1981 fand auch mehrfach der Rockpalast auf der Freilichtbühne statt. Es traten viele bekannte Künstler auf, darunter BAP, Barclay James Harvest, Bob Dylan, Joe Cocker, Die Toten Hosen, Böhse Onkelz, Herbert Grönemeyer, Peter Maffay, Marillion/Fish (Sänger), Metallica, Gary Moore, Chris Rea, Frankie Miller, Eric Burdon, Lynyrd Skynyrd, Rory Gallagher, Udo Jürgens, Carlos Santana, Paul Simon, Simple Minds, Sting, The Police, In Extremo, The Sisters of Mercy, UB40, R.E.M., The Kelly Family, U2, Journey, Toto, Europe, Rainbow, Manfred Mann’s Earth Band, The Alan Parsons Project, Rick Springfield, Survivor, Bad Religion und Whitesnake. Als die Red Hot Chili Peppers 1985 im Rahmen des 4. Rockpalast Open Airs auf der Freilichtbühne Loreley auftraten, war das für die kalifornische Funk-Rock-Band der erste Auftritt überhaupt in Deutschland.

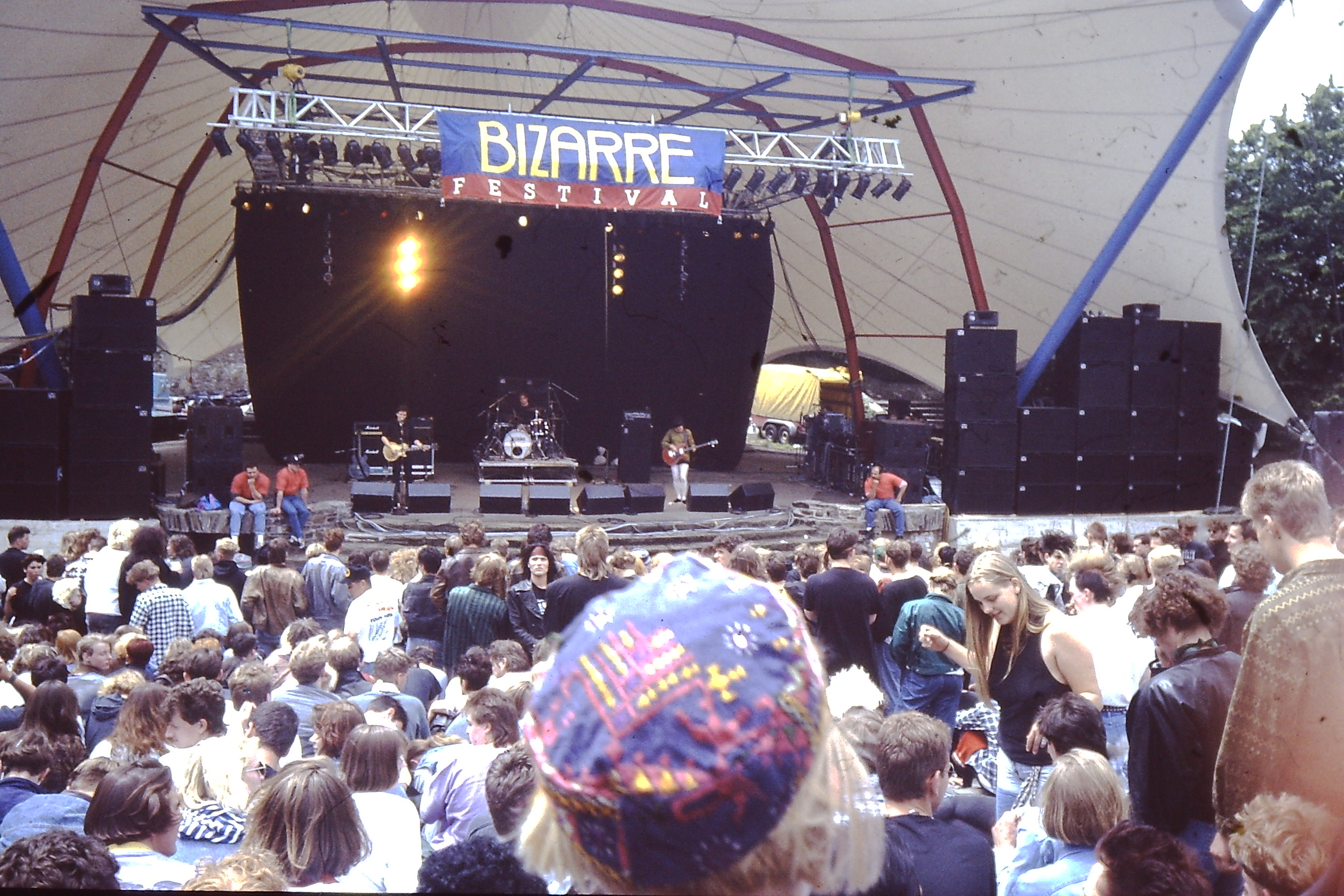
Bizarre-Festival, 23. Juni 1990, St. Goarshausen, Loreley

Auch das Bizarre-Festival fand hier teilweise von 1987 bis 1993 statt, ferner ein zweitägiges Festival zum 20-jährigen Bestehen der deutschen Mittelalter-Rock-Band In Extremo am 4. und 5. September 2015. Dieses Festival wurde unter anderem im Rahmen einer Dokumentation des WDR begleitet.
Seit 2010 wird die Freilichtbühne von der Loreley Venue Management GmbH betrieben, unter Beteiligung des Medienunternehmers Frank Otto und des Kaufmanns Ulrich Lautenschläger.
Die geplante Bühnensanierung fand im ersten Bauabschnitt mit beispielsweise Erweiterung der Fluchtwege, Kabelschächten, neuem Eingangsgebäude und insbesondere einem neuen Zeltdach 2017, anstatt wie geplant 2013, statt. Die Sanierung des Backstagebereichs steht noch aus, finanziert wird die Maßnahme zu 80 % vom Land und zu je 10 % von Stadt und Pächter.
Ab dem Jahr 2020 ruhte der Spielbetrieb auf der Spielstätte aufgrund der Corona-Pandemie. Mit einem Konzert und Ehemaligen-Treffen der Schul-Big-Band „Coming Up“ des Wilhelm-Hofmann-Gymnasiums fand am 29. Mai 2022 erstmals seitdem wieder ein Konzert statt.

## Rechtsstreit
Seit 2017 hat die Loreley Venue Management GmbH die Pacht auf Null gemindert und hilfsweise und darüber hinaus noch mit angeblichen Mehrkosten aufgerechnet.
Da trotz der Minderung der Pacht auf Null Konzerte durchgeführt wurden, hat die Stadt auf Zahlung der Pacht für die Jahre 2017 bis 2019 geklagt und u. a. wegen der Nichtzahlung die außerordentliche Kündigung ausgesprochen. Im Januar 2021 gab das Landgericht Koblenz der fristlosen Kündigung sowie der Zahlungsklage in voller Höhe statt (184.200,- Euro zuzüglich Zinsen für den Pachtzeitraum 2017 bis 2019). Gegen dieses Urteil legte die Loreley Venue Management GmbH Berufung ein.
Die Jahre 2020 und 2021 sind nicht Gegenstand dieses Streits, da die Stadt die wegen Corona in Bedrängnis geratene Veranstaltungsbranche nicht belasten will.